# Jesús Enrique Lossada (municipalité)
Jesús Enrique Lossada est l'une des 21 municipalités de l'État de Zulia au Venezuela. Son chef-lieu est La Concepción. En 2011, la population s'élève à 118 756 habitants.

## Géographie

### Subdivisions
La municipalité est constituée de quatre paroisses civiles avec chacune à sa tête une capitale (entre parenthèses) :
- Capital La Concepción (La Concepción) ;
- San José (San José) ;
- Mariano Parra León (Jobo Alto) ;
- José Ramón Yépez (La Paz).